# Parafia św. Olgi w Oslo
Parafia św. Olgi (norw. Hellige Olga ortodokse menighet i Oslo) – parafia prawosławna w Oslo. Jedna z ośmiu placówek Rosyjskiego Kościoła Prawosławnego na terytorium Norwegii.
Parafia powstała w 1996, w związku ze znacznym napływem imigrantów z terenów dawnego ZSRR. Jest najstarszą z obecnie działających w Norwegii parafii w jurysdykcji Rosyjskiego Kościoła Prawosławnego. Nabożeństwa początkowo odbywały się w prywatnym mieszkaniu. W 2003 wspólnota pozyskała dawną kaplicę luterańską, zlokalizowaną na zabytkowym Cmentarzu Chrystusa Zbawiciela w centrum Oslo, wyświęconą następnie jako cerkiew pod wezwaniem Chrystusa Zbawiciela.
W 2020 parafia liczyła około 4000 osób. Proboszczem jest archimandryta Klemens (Huhtamäki).